# Nicolás Romano (médico)
El Dr. Nicolás Romano (1899-1977) fue un  médico clínico argentino de la escuela de Mariano Castex. Profesor Titular de Clínica Médica en las Facultades de Medicina de las Universidad de La Plata y luego en la Universidad de Buenos Aires. Habiendo sido el primer practicante del Hospital Durand llegó a ser su Director. Presidente de la Asociación Médica Argentina (AMA) durante el período de 1942-1946. También fue Fundador y primer Presidente de la Asociación Médica Franco-Argentina.